# George Kelly

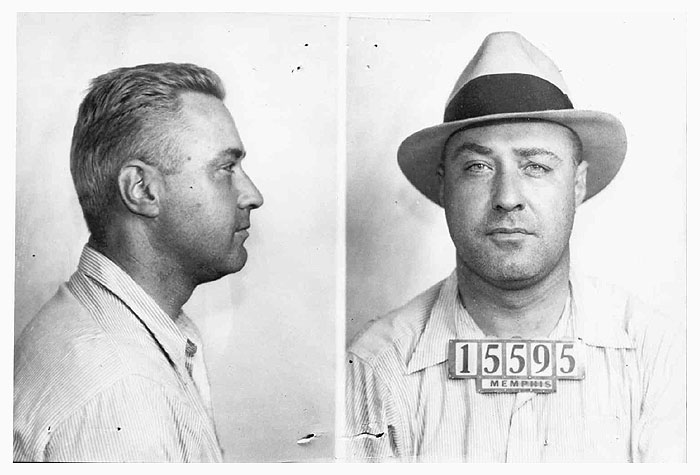
Poza lui George Kelly de la Departamentul de Poliție din Memphis (1933)

George Kelly Barnes (n. 18 iulie 1895 - d. 18 iulie, 1954), cunoscut sub numele de George „Machine Gun" Kelly, a fost un criminal notoriu american în perioada de prohibiție. Porecla lui Kelly a venit de la arma sa favorită, un pistol mitralieră Thompson. Crima lui cea mai renumită a fost răpirea magnatului care avea afaceri cu petrol, Charles Urschel, în iulie 1933, pentru care el și banda lui, a câștigat 200.000 dolari în răscumpărare. Ancheta FBI a dus la arestarea lui Kelly în Memphis, Tennessee pe data de 26 septembrie 1933. De asemenea, a mai fost condamnat pentru contrabanda și jaf armat.
Trăind în perioada de prohibiție între anii 1920 și 1930, George a fost capabil să găsească de lucru ca și contrabandist de băuturi alcoolice. După o perioadă scurtă de timp, având câteva probleme cu poliția locală din Memphis, a decis să părăsească orașul și să se îndrepte spre vest cu o nouă prietenă.
Pentru a-și proteja familia și să scape de poliție, el și-a schimbat numele său în George R. Kelly. A continuat să comită infracțiuni mai mici și contrabandă. El a fost arestat în Tulsa, Oklahoma, pentru băuturi alcoolice de contrabandă într-o rezervație indiană în 1928, și a fost condamnat trei ani la Penitenciarul Leavenworth, Kansas. Trimis la Leavenworth pe 11 februarie 1928, el a fost un deținut model și a fost eliberat mai devreme.